# Narcine brevilabiata
Raie électrique à lèvres courtes
Espèce
Répartition géographique
Statut de conservation UICN

VUA2bd : Vulnérable
La Raie électrique à lèvres courtes, Narcine brevilabiata, fait partie de la famille des Narcinidae. Elle fut découverte en 1966 par Bessednov. Un individu adulte mesure en moyenne 25 cm de long avec un maximum de 32 cm. Sa face dorsale est brun clair à jaunâtre couverte de tache brun foncé de taille variable. Sa face ventrale est uniformément pâle et présentant des taches grisâtres au niveau des nageoires pelviennes postérieures et du disque.
Cette espèce benthique est largement distribuée et vit dans l’océan Indien et dans le Nord-ouest de l’océan Pacifique. Son aire de répartition s’étend des côtes de la Baie du Bengale aux côtes de Taiwan. Elle occupe les zones de pleine mer ainsi que les eaux moins profondes proche du plateau continental. Elle fréquente des profondeurs comprises entre 20 et 70 mètres.
L’espèce est catégorisée comme espèce « vulnérable » (VU) par l’UICN,,

## Description

### Morphologie et anatomie
Il est de couleur gris pâle avec des taches noires.